# Флаг городского округа Лотошино
Флаг городского округа Лото́шино Московской области Российской Федерации — опознавательно-правовой знак, служащий официальным символом муниципального образования.
Первоначально данный флаг был утверждён решением Совета депутатов Лотошинского района от 19 июля 2001 года № 76/12 официальным символом муниципального образования «Лотошинский район» и внесён в Государственный геральдический регистр Российской Федерации с присвоением регистрационного номера 813.
В ходе муниципальной реформы 2006 года, муниципальное образование «Лотошинский район» было преобразовано в Лотошинский муниципальный район.
Решением Совета депутатов Лотошинского муниципального района от 24 октября 2014 года № 17/2 данный флаг был утверждён официальным символом Лотошинского муниципального района.
Законом Московской области от 13 мая 2019 года № 85/2019-ОЗ все муниципальные образования Лотошинского муниципального района были преобразованы в городской округ Лотошино.
Решением Совета депутатов Лотошинского муниципального района от 15 октября 2019 года № 27/3 этот флаг был утверждён официальным символом городского округа Лотошино.

## Описание
«Флаг городского округа Лотошино представляет собой прямоугольное полотнище из двух цветов: в лазоревом (голубом, синем) поле фигура лотошника, обращённого прямо, держащего перед собой лоток с надрезанной головкой сыра, все фигуры золотые. Отношение ширины флага к его длине — 2:3».

## Обоснование символики
Лотошник с лотком говорит о названии и историческом торговом значении посёлка Лотошино — центре городского округа Лотошино.
На лотке головка сыра — в знак того, что на территории городского округа Лотошино впервые в России было открыто производство сыра.
Лазурный цвет поля — символ цветущего льна, выращиванием которого жители округа занимались издавна.
Голубой цвет в геральдике также символ чести, славы, преданности, истины, красоты, добродетели и чистого неба.
Золото — символ прочности, богатства, величия, интеллекта и прозрения.

## См. также

Флаги муниципальных образований Лотошинского муниципального района
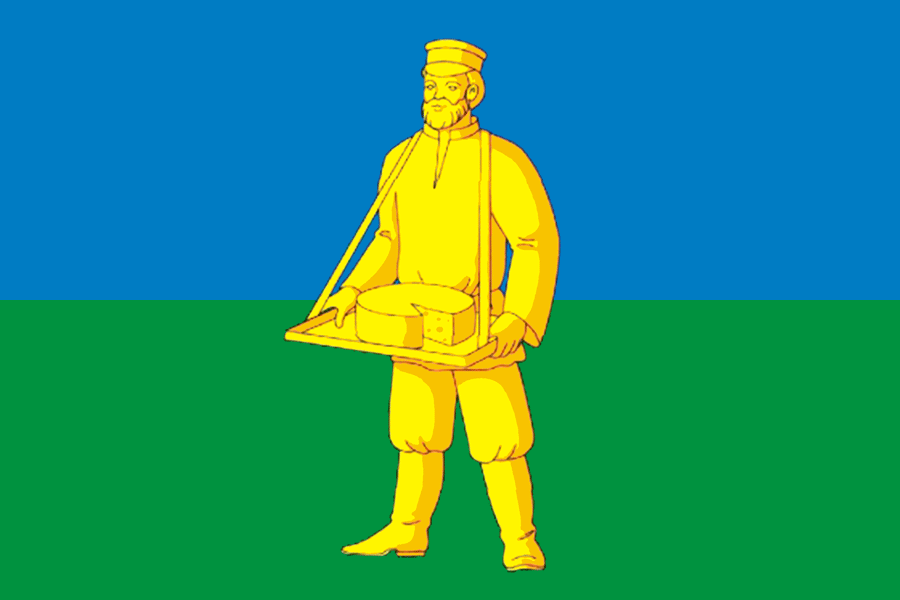
Флаг городского поселения Лотошино
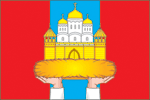
Флаг сельского поселения Микулинское
Флаг сельского поселения Ошейкинское